# Rampart
„Rampart“ е българска хевиметъл група, основана през 2002 г. от Явор Каменов. Основните вдъхновители за авторската музика на бандата са Dio, Running Wild, Metallica, Iced Earth и Grave Digger. Името на групата произлиза от думата rampart, която означава каменен зид, защитна стена на крепост. Поради тази причина групата нарича себе си „бастиона на българския хевиметъл“. Групата е известна с изключителните китарни сола на основателя Явор Каменов, чиято дълбочина, вариативност и скорост са непривични за българската сцена в началото на XXI век, а и преди това.

## История
Rampart е създадена през 2002 г. от цигуларя и китарист Явор Каменов.
През 2008 г. е направен първи демо запис, Warriors.
През 2009 г. групата издава дебютния си албум Voice of the Wilderness чрез френския лейбъл Inferno Records. Автор на музиката и текста е Явор Каменов.
През 2011 г. Rampart издават на касета сингъла „A Tale to Cold“, който излиза и на CD през 2012 г. заедно с още три парчета. Бандата промотира тези записи с концерти във Великобритания.
Албумът „War Behest“ е издаден през юни 2012 г. и групата го представа на концерти в България, Германия, Гърция, Холандия и Франция.
Третият албум на Rampart със заглавие „Завера / Conspiracy“ и текстове на български е издаден през на CD през есента на 2013 г. от българския лейбъл Metal Industries. Този албум е специално издание за българските метъл фенове които са подкрепяли бандата през годините. В обложката на диска се споменават имената на около 400 от тях.
През 2014 г. Wacken Fondation спонсорира едно от турнетата на Rampart.
Rampart имат многобройни участия на една сцена със световноизвестни групи, част от които са Flotsam And Jetsam, Scanner, Susperia, Blaze Bayley, Hate, Arkona, Witchburner, Godslave, Cripper, Guardians Of Time, Picture, Lonewolf, Elvenpath, Iron Mask, Metal Witch, Wizard, Queensryche, Udo Dirkschneider.
През 2016 г. бандата е част от турнето „Back to the Roots“ на Udo Dirkschneider. Участията са в Дания и Швеция.
Rampart участват и на множество фестивали в Германия (Taunus Metal Open Air, Oberursel), Гърция (Rock You to Hell Fest, Athens), Беларус (Metal Crowd Festival), Холандия (Dynamo, Eindhoven), Великобритания (Guildford and London), Унгария (MetalWar Fest, Budapest), Франция (Rising Fest II, Dijon), Белгия (Iron Steel Fest, Genk), Италия (Atlantico Open Air, Rome).
Очаква се четвъртия албум на групата да бъде издаден под името „Codex Metalum“ на 16 март 2016 г. от немския лейбъл Iron Shield Records.

## Състав

### Настоящи членове
- Мария Диез – вокал (2006 – )
- Николай Атанасов – китара (2016 – )
- Явор Деспотов – китара (2008, 2014 – )
- Свилен Иванов – бас (2009 – 2010, от 2014, 2016 – )
- Велислав Казаков – барабани (2016 – )

### Бивши членове
- Петър Светлинов (R.I.P.) – барабани (2011 – 2015)
- Виктор Георгиев – китара (2009 – 2011, 2012 – 2016)
- Тодор Дяков – бас (2002 – 2006)
- Борислав Главев – барабани (2002 – 2011)
- Явор Каменов – китара, беквокал (2002 – 2011)
- Евгени Станчев – бас (2010 – 2011)
- Вили Нешев – китара (2011 – 2012)
- Стойчо – китара (?-2006)
- Евгени Евгениев – бас (2006 – 2008)

### Сесийни музиканти
- Стефан Абаджиев – китара, бас
- Яна Иванова – китара[6]

## Дискография

### Албуми и сингли
- Warriors, Self-Released (Demo) (2008)
- Voice Of The Wilderness, Inferno Records (CD) (2009)
- A Tale To Cold, Inferno Records (Cassette-Single) (2011)
- A Tale To Cold, Inferno Records (EP) (2012)
- War Behest, Inferno Records (CD) (2012)
- Пропаст, Metal Industries (Single) (2012)
- Завера, Metal Industries (CD) (2013)
- Добрият съвет – Епизод Cover (Single) (2014)
- The Metal Code (Single) (2015)
- Codex Metalum, Iron Shield Records (Digipack CD) (2016)

### Участия в компилации
- Kill City Vol. 22 – 272 Records (Compilation) (2010)
- Fireworks Magazine (Compilation) (2011)
- HELLORAY – Tribute To HELLOWEEN And GAMMA RAY – Epicus Records (Compilation) (2012)
- Made Of Metal Vol. 9 (Compilation) (2013)
- Steel Held High – Heavy Metal Sampler (Compilation) (2013)